# Aurila maculosa
Aurila maculosa is een mosselkreeftjessoort uit de familie van de Hemicytheridae. De wetenschappelijke naam van de soort is voor het eerst geldig gepubliceerd in 1969 door Uliczny.